# Idle
Pour les articles homonymes, voir Idle (homonymie).
Idle est un terme le plus souvent utilisé en informatique venant de la langue anglaise et qui peut avoir plusieurs significations voisines, selon le contexte dans lequel il est utilisé. Le plus souvent en informatique pour indiquer une température quand le processeur n'est pas exploité et que vous ne faites rien avec l'ordinateur.
idle (anglais) ['aidl], inaction (d'une personne) inoccupé, oisif. To run idle (d'une machine) tourner à vide. To idle (over), tourner au ralenti.
- Idle est le réglage de la vitesse la plus basse sur un moteur en marche, un réacteur ou un piston venant d'un aéronef, d’un navire ou d’une automobile.
- Dans le jargon des programmes informatiques, désigne un processus inactif.
- Dans le processus IMAP, IDLE (en) permet d'être informé immédiatement de l'arrivée d'un message.
- IDLE est également le nom d'un  IDE pour le langage de programmation  Python.
- "Idle no more" est un slogan repris par les peuples natifs pour inviter à une plus grande prise en compte de leurs besoins et de leur lien indéfectible avec la Terre-Mère
- Idle Thoughts, film canadien d'Andrew Willig, sorti en 2018.
- Idle Moments, album et titre éponyme du guitariste de jazz Grant Green, enregistré en 1963 et paru en 1965.